# Gelis merceti
Gelis merceti är en stekelart som beskrevs av Ceballos 1925. Gelis merceti ingår i släktet Gelis och familjen brokparasitsteklar. Inga underarter finns listade i Catalogue of Life.